# Grigny (Pas-de-Calais)
Grigny település Franciaországban, Pas-de-Calais megyében. Lakosainak száma 292 fő (2022. január 1.). Grigny Le Parcq és Hesdin-la-Forêt községekkel határos.

## Népesség
A település népességének változása:
| Lakosok száma | 296  | 295  | 296  | 296  | 297  | 295  | 294  | 292  |
|               | 2013 | 2015 | 2017 | 2018 | 2019 | 2020 | 2021 | 2022 |